# Göteborgs hembygdsförbund

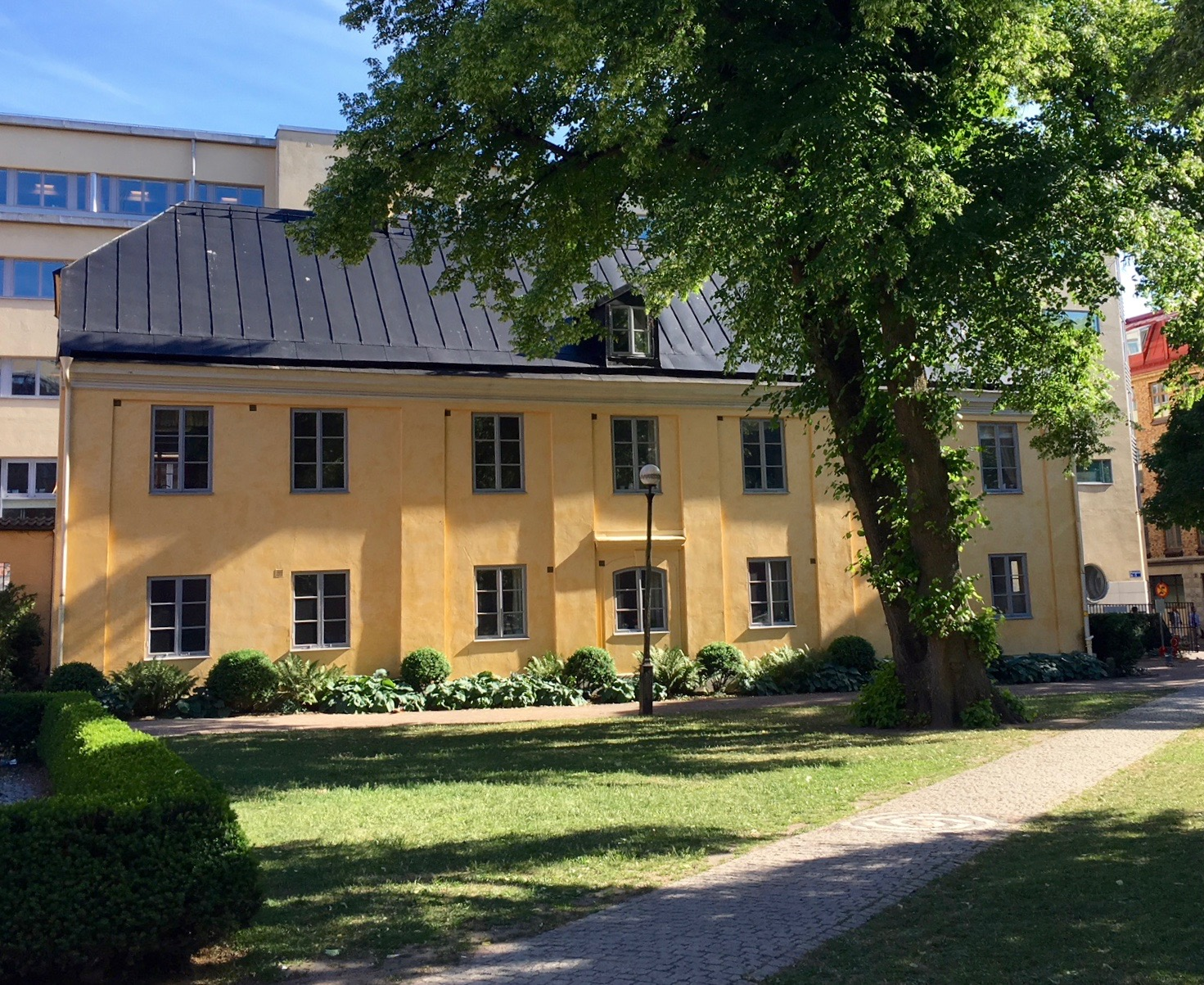
Kronhusparken med kontorsbyggnaden vid Postgatan 4.

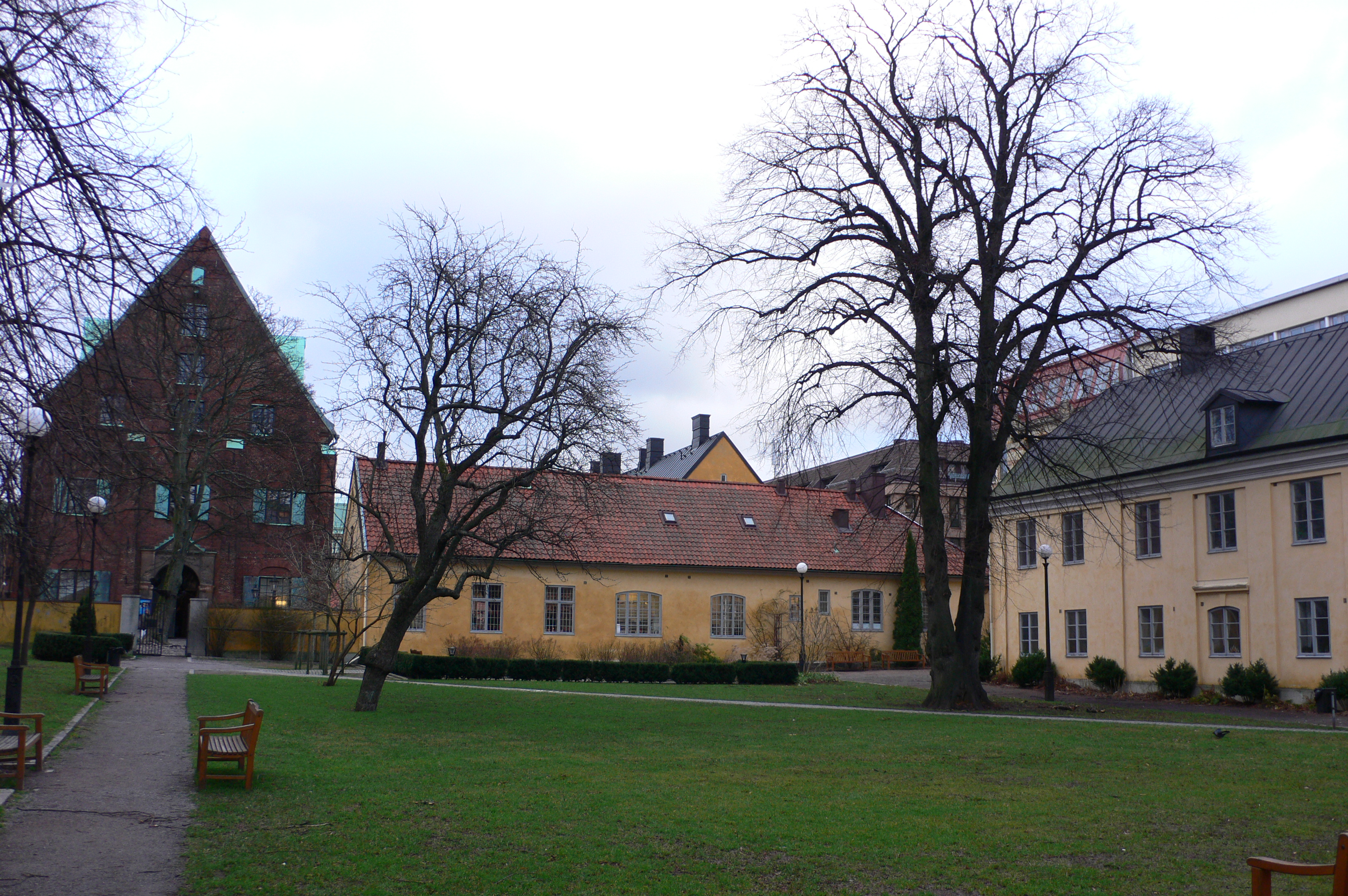
Göteborgs hembygdsförbund i Kronhuskvarteret.

Göteborgs hembygdsförbund är ett hembygdsförbund i Göteborg. Förbundet grundades 1950 och utger bland annat skriftserien  Göteborg förr och nu sedan 1960 och utdelar ett Byggnadsvårdspris sedan 1994 och pris för Årets Göteborgsbok sedan 2015. Förbundets kansli är beläget i ett 1700-talshus, som är byggnadsminne, vid Postgatan 4 i centrala Göteborg.

## Historik
Göteborgs hembygdsförbund stiftades den 12 maj 1950 vid ett möte i Gathenhielmska kulturreservatet. Olika sammanslutningar och organisationer hade då verkat för förbundets tillkomst, såsom Västsvenska Hembygdsnämnden, Göteborgs historiska museum och stadsdelsföreningarna. Förbundets första allmänna sammanträde hölls i Göteborgs högskolas aula den 14 november 1950.
Föreningen hade 2014 drygt tusen medlemmar. Man delar sedan 1994 ut ett byggnadsvårdspris samt sedan 2016 pris för Årets Göteborgsbok, det senare i samarbete med Göteborgs stadsmuseum, Stadsbiblioteket Göteborg och Landsarkivet i Göteborg.

## Verksamhet och målsättning
Göteborgs hembygdsförbund är en sammanslutning av föreningar och enskilda för kultur- och hembygdsvård i Göteborg. Förbundets uppgift är att öka kunskapen om och stärka sammanhållningen kring hembygden, att väcka intresse för bevarande av stadens ur historisk, topografisk eller konstnärlig synpunkt värdefulla kultur- och naturminnen samt verka för tillgodoseende av historiska och estetiska krav vid stadens omdaning och utveckling.

## Publikationer
Göteborgs hembygdsförbund ger sedan 1960 ut skriftserien Göteborg förr och nu. Benämningen har varierat genom åren – skriftserie, årsskrift, men på senare tid benämns den årsbok till vardags. Den är troligen stadens äldsta, regelbundet utkommande vetenskapliga verk om Göteborg och dess föregångare. Artiklarna har akademisk höjd genom att vara faktamässiga och korrekta.
Under åren 1960-2020 har 38 årgångar utgivits med totalt 290 artiklar. Upplagorna har legat på mellan 500 och 2000 exemplar. Mellan 1973 och 1987 gavs åtta särskilda temanummer ut.
Finansieringen av de två första årgångarna skedde med föreningens egna medel och med annonser. År 1964 beviljade Göteborgs stadsfullmäktige ett anslag och staden har sedan dess varit huvudsponsor direkt och genom fonder och stiftelser. Från och med 1975 har Kungliga Hvitfeldtska stipendieinrättningens överskottsfond varit den största bidragsgivaren. Andra finansiärer är Wilhelm och Martina Lundgrens vetenskapsfond, Längmanska kulturfonden, samt Stiftelsen Olof och Caroline Wijks fond.
Lilla Göteborgsserien kom ut med åtta nummer under åren 1957-2001.
På förbundets webbplats publiceras sedan 2019 regelbundet artiklar om Göteborgs historia.

## Byggnadsvårdspris
Från och med år 1994 delar Göteborgs hembygdsförbunds byggnadsvårdspris ut i form av plakett och diplom. Några av pristagarna:
- 1994: Folkets Husföreningen Aftonstjärnan, och Centralstationen Göteborg.[8]
- 1995: Vallgatans Samverkansförening för utformningen av Vallgatan till gårdsgata, och till Bostadsrättsföreningen Stinsen, Sveagatan 10, för renovering av hörnhuset Sveagatan 10 – Majorsgatan 5.[9]
- 1996: Kulturfastigheter i Göteborg AB för renovering av Göteborgs gamla stadsbibliotek.[10]
- 1997: Aulan i Universitetsbyggnaden i Vasaparken fick priset med plakett för förtjänstfull renovering.[11]
- 1998: Bygg-Göta AB fick priset med plakett för upprustning av kvarteret Idogheten.[12]
- 1999: Svenska Hus i Göteborg AB "för en serie goda ombyggnader, senast Järnvägshuset, Prästgatan 4 / Olskroksgatan 28.[13]
- 2000: Eklandia Fastighets AB "för en omsorgsfull renovering och restaurering av Amerikahuset".[13]
- 2001: Alaska Förvaltnings AB "för konservering och restaurering av dekormålning i entréhall och trapphus i fastigheten Kungsportsavenyn 1".[14]
- 2002: Göteborgs stadsmuseum för återställandet av fasadmålningarna på den Wilsonska flygeln.[15]
- 2003: Stiftelsen Göteborgs sjukhem med motiveringen "Tilldelas Stiftelsen Göteborgs sjukhem, Änggårdsbacken för synnerligen varsam ombyggnad och återställande av interiörernas dekormålning."[16][17]
- 2004: NCC AB, Göteborg "för bevarande och restaurering av interiören i Centralstationens yttre hall".[18]
- 2005: Bostadsrättsföreningen Furan 8 med motiveringen "Tilldelat Bostadsrättsföreningen Furan 8 för kontinuerligt underhåll och förtjänstfull restaurering av ett exklusivt bostadshus."[19]

## Årets Göteborgsbok (urval)
- 2015 Göteborg från ovan av Lars Bygdemark och Kristian Wedel[20]
- 2016[a]: Götaälvbron – Göteborgs pulsåder under åtta decennier av Lage Rosengren[3]
- 2017 Göteborgsadresser med betydelse III – i stort och smått av Claes Rydholm[21]
- 2018 Lilienbergs stad: Göteborg 1900-1930 av Hans Bjur och Krister Engström[22]
- 2019[b] Göteborgsgrammatik av Lars-Gunnar Andersson[23]
- 2020[c] Ingrid Wallberg: Arkitekt och funktionalist av Anne Brügge[23]
- 2021[d] Göteborg 400 år – Platser med historia av Henrik Andersson & Maria Persson (red)[23]
- 2022[e] Landshövdingehus – Typiskt göteborgskt!  av Claes Caldenby (text) och Krister Engström (foto)[23]
- 2023[f] Hisingen – ön i gränslandet av Martin Ahlstedt[23]
- 2024[g] Göteborg innan det försvann med teckningar av Stig Allan Agroth och texter av Jarl Torgerson och Totte Wiberg[23]